# Centro Histórico de Santa Cruz de Mompox
Santa Cruz de Mompox localiza-se no norte da Colômbia, no departamento de Bolívar. Foi fundada em 1540 por Juan de Santa Cruz. É caracterizada por uma arquitetura residencial e religiosa. As igrejas e conventos construídos por Agustinos, Dominicos, Franciscanos e Jesuítas, foram básicos para definir a morfologia atual de Mompox.
Alguns dos moumentos mais importantes da cidade são:
- A Igreja de San Francisco;
- O Hospital de San Juan de Dios (considerado o hospital mais velho da América ainda a funcionar no edifício original);
- A Casa dos Apóstolos;
- A Câmara Municipal (onde foi declarada a indepêndência da Colômbia);
- O Palácio Municipal (também conhecido por Claustro de San Carlos);
- A Igreja da Imaculada Conceição;
- A Igreja de Santa Bárbara (na fotografia, uma das igrejas mais conhecidas da cidade).

## Ligações Externas
- (em inglês) UNESCO - Centro Histórico de Santa Cruz de Mompox